# اون‌بی‌هگزیوم
اون‌بی‌هگزیوم، که به عنوان عنصر ۱۲۶ یا اِکا-پلوتونیوم نیز شناخته می‌شود، عنصر شیمیایی فرضی با عدد اتمی ۱۲۶ و نماد نگهدارنده Ubh است. Unbihexium و Ubh به ترتیب نام و نماد موقت IUPAC هستند، تا زمانی که عنصر کشف، تأیید شود و نام دائمی در مورد آن تصمیم‌گیری شود. در جدول تناوبی پیش‌بینی می‌شود که اون‌بی‌هگزیوم یک عنصر superactinide g-block و عنصر هشتم در دوره هشتم باشد. اون‌بی‌هگزیوم مورد توجه فیزیکدانان هسته‌ای قرار گرفته‌است، خصوصاً در پیش‌بینی‌های اولیه که خواص عناصر فوق سنگین را هدف قرار داده‌است، برای ۱۲۶ ممکن است عدد جادویی پروتون‌ها در نزدیکی مرکز یک جزیره پایداری باشد و منجر به ایجاد عنصری با نیمه عمر طولانی‌تر شود، خصوصاً برای 310 Ubh یا 354 Ubh که ممکن است تعداد نوترون‌ها جادویی داشته باشد.
علاقه اولیه به افزایش ثبات احتمالی منجر به اولین تلاش برای سنتز اون‌بی‌هگزیوم در سال ۱۹۷۱ شد و در سالهای بعد به جستجوی آن در طبیعت پرداختند. با وجود مشاهدات متعدد گزارش شده، مطالعات جدید نشان می‌دهد که این آزمایش‌ها به اندازه کافی حساس نبودند. از این رو، هیچ گونه‌ای اون‌بی‌هگزیوم به‌طور طبیعی یا مصنوعی یافت نشده‌است. پیش‌بینی‌های پایداری اون‌بی‌هگزیوم در مدل‌های مختلف بسیار متفاوت است.

## تاریخ

### تلاش برای سنتز
اولین و تنها تلاش برای سنتز اون‌بی‌هگزیوم، که ناموفق بود، در سال ۱۹۷۱ در سرن (سازمان اروپایی تحقیقات هسته ای) توسط رنه بمبوت و جان ام الکساندر با استفاده از واکنش همجوشی هسته‌ای انجام شد:
232
90Th + 84
36Kr → 316
126Ubh* → no atoms